# ホーフトクラッセ (野球)
ホーフトクラッセ（蘭: Honkbal Hoofdklasse）は、オランダにおける野球の最上位リーグである。宝くじを運営するLucky Day社が2023年シーズンから冠スポンサーとなったため、リーグ名称も「ラッキーデー・ホンクバル・ホーフトクラッセ」となった。
日本語ではフーフトクラッセとも表記される。

## 概要
オランダ王立野球ソフトボール連盟が運営するホーフトクラッセはアマチュアリーグだが、プロ契約の選手も混在する。一般の本業を持つ選手が大半を占めるため、試合は基本的に金曜日から日曜日にかけて行われている。一部のクラブの試合を除き、原則として入場料は無料。
トップリーグであるホーフトクラッセは、8チームによる1リーグ制。各チームそれぞれ42試合のレギュラーシーズンを行い、プレーオフ進出チーム及びワイルドカードの組み合わせを決定する。プレーオフを勝ち上がるとホラント・シリーズへと進出する。ホラント・シリーズは7回戦制で優勝チームを決定する。
2021年までは入れ替え制を採用しており、ホーフトクラッセの最下位チームと2部リーグ（エールステ・クラッセ）の上位チームとの間で入れ替え戦を行っていたが、リーグ拡大計画に伴って2022年シーズンからは一時的に降格制度を停止している。なお、リーグシステムは7部リーグ（ゼスデ・クラッセ）まで存在し、3部・4部は2グループ、5部は4グループ、6部は6グループ、7部は9グループで構成されている。

## 歴史
オランダにおける野球の歴史は古く、野球およびソフトボールを統括するオランダ王立野球ソフトボール連盟が創設されたのは1912年で、1922年から国内リーグが始まっている。初の国内公式リーグ戦はエールステ・クラッセ（Eerste Klasse）という名称でスタートし、初年度の参加チームは、アヤックス、クイック、ブラウ・ウィット、ヘルクレスの4チーム。クイックが初年度の優勝を果たしている。これら4チームはいずれもアムステルダムを拠点とするクラブであった。
以降参加チームを増やしながら拡張を続けたエールステ・クラッセは、アムステルダムまたはハールレムのいずれかを拠点とするクラブのみに限られていたが、1955年に16チーム制（2グループ・各8チーム）へと再編されたことに伴い、南ホラント州からスパルタ・ロッテルダムが参戦することとなった。エールステ・クラッセは1957年まで開催された。
1958年に改めてリーグ再編が行われ、ホーフトクラッセが誕生。以降、エールステ・クラッセは、ホーフトクラッセに次ぐ下位リーグ（2部相当）の名称として存続することとなった。ホーフトクラッセ初年度は、前年度のエールステ・クラッセ優勝チームのスホーテン・ハールレムを始め、HHCハールレム、EHSハールレム、EDOハールレム、OVVOアムステルダム、VVGAアムステルダム、デ・フォーレウェイケルス、スパルタ・ロッテルダムの8チームで構成された。
1970年からは国際大会にオランダ代表チームが参加するようになったが、日本やアメリカなどの強豪国を相手に苦戦が続いていた。近年はメジャーリーグベースボールへの選手派遣や指導者の人材交流などを積極的に行い、2006年のハーレムベースボールウィークの決勝戦では強豪国キューバを破る快挙を達成している。
2024年シーズン終了後、財政状況や組織ガバナンス等への懸念からホーフトクラッセ参加ライセンスの剥奪が検討されていたクイック・アメルスフォールトについて、クラブ内で経営計画が合意に至らなかったことを受けて正式に剥奪が決定。2025年シーズンはこれまでより1チーム少ない8チームで構成されることになった。

## 参加チーム
2025年シーズンの参加チームは以下の通りである。

### ホーフトクラッセ
| チーム名                                        | 略号 | 創設年 | 初出場 | 都市                           | スタジアム                   | 備考     |
| ----------------------------------------------- | ---- | ------ | ------ | ------------------------------ | ---------------------------- | -------- |
| キュラソー・ネプテューヌス Curaçao Neptunus     | NEP  | 1943   | 1979   | 南ホラント州ロッテルダム       | Neptunus Familiestadion      |          |
| ツインズ・オーステルハウト Twins Oosterhout     | TWI  | 1969   | 1994   | 北ブラバント州オーステルハウト | Sportpark De Slotbosse Toren |          |
| DSSキンヘイム DSS/Kinheim                       | DKI  | 1935   | 1949   | 北ホラント州ハールレム         | Pim Mulier Stadion           | [ 注 3 ] |
| HCAW                                            | HCA  | 1957   | 1967   | 北ホラント州ブッスム           | Rob Hoffmann Vallei          | [ 注 4 ] |
| アムステルダム・パイレーツ Amsterdam Pirates    | AMS  | 1959   | 1982   | 北ホラント州アムステルダム     | Loek Loevendie Ballpark      |          |
| UVV                                             | UVV  | 1948   | 1960   | ユトレヒト州ユトレヒト         | Sportpark de Paperclip       | [ 注 5 ] |
| ホーフトドルプ・ピオニールス Hoofddorp Pioniers | PIO  | 1966   | 1984   | 北ホラント州ホーフトドルプ     | Sportpark Pioniers           |          |
| RCHピングインス RCH-Pinguïns                    | RCH  | 1934   | 1938   | 北ホラント州ヘームステーデ     | Heemsteedse Sportparken      | [ 注 6 ] |

### エールステ・クラッセ（2部リーグ）
| チーム名                                               | 都市                                       |
| ------------------------------------------------------ | ------------------------------------------ |
| ヴァッセナール・H1 Wassenaar H1                        | 南ホラント州ヴァッセナール                 |
| HCAW・H2 HCAW H2                                       | 北ホラント州ブッスム                       |
| DSS                                                    | 北ホラント州ハールレム                     |
| アムステルダム・パイレーツ・H2 Amsterdam Pirates H2    | 北ホラント州アムステルダム                 |
| ブラバント・ツインズ・H2 Brabant Twins H2              | 北ブラバント州オーステルハウト             |
| クイック・アメルスフォールト Quick Amersfoort          | ユトレヒト州アメルスフォールト             |
| ホーフトドルプ・ピオニールス・H2 Hoofddorp Pioniers H2 | 北ホラント州ホーフトドルプ                 |
| イェカ・H1 Jeka H1                                     | 北ブラバント州ブレダ                       |
| ストークス・H1 Storks H1                               | 南ホラント州デン・ハーグ                   |
| オンゼ・ゲゼーレン・H1 Onze Gezellen H1                | 北ホラント州ハールレム                     |
| エーロ・スターズ・H1 Euro Stars H1                     | 南ホラント州カペレ・アーン・デン・エイセル |
| スパークス・ハールレム・H1 Sparks Haarlem H1           | 北ホラント州ハールレム                     |
| ネプテューヌス・トリデンツ・H2 Neptunus Tridents H2    | 南ホラント州ロッテルダム                   |

## 歴代優勝チーム
| シーズン | 大会名               | 優勝チーム                           | 都市           | 備考     |
| -------- | -------------------- | ------------------------------------ | -------------- | -------- |
| 1922     | エールステ・クラッセ | クイック                             | アムステルダム |          |
| 1923     | エールステ・クラッセ | ブラウ・ウィット（Blauw-Wit）        | アムステルダム |          |
| 1924     | エールステ・クラッセ | アヤックス                           | アムステルダム |          |
| 1925     | エールステ・クラッセ | クイック                             | アムステルダム |          |
| 1926     | エールステ・クラッセ | AGHC                                 | アムステルダム |          |
| 1927     | エールステ・クラッセ | AGHC                                 | アムステルダム |          |
| 1928     | エールステ・クラッセ | アヤックス                           | アムステルダム |          |
| 1929     | エールステ・クラッセ | SCハールレム                         | ハールレム     | [ 注 1 ] |
| 1930     | エールステ・クラッセ | SCハールレム                         | ハールレム     | [ 注 1 ] |
| 1931     | エールステ・クラッセ | ブラウ・ウィット（Blauw-Wit）        | アムステルダム |          |
| 1932     | エールステ・クラッセ | ブラウ・ウィット（Blauw-Wit）        | アムステルダム |          |
| 1933     | エールステ・クラッセ | VVGA                                 | アムステルダム |          |
| 1934     | エールステ・クラッセ | SCハールレム                         | ハールレム     | [ 注 1 ] |
| 1935     | エールステ・クラッセ | クイック                             | アムステルダム |          |
| 1936     | エールステ・クラッセ | HHC                                  | ハールレム     | [ 注 1 ] |
| 1937     | エールステ・クラッセ | ブラウ・ウィット（Blauw-Wit）        | アムステルダム |          |
| 1938     | エールステ・クラッセ | ブラウ・ウィット（Blauw-Wit）        | アムステルダム |          |
| 1939     | エールステ・クラッセ | シーガルズ（Seagulls）               | アムステルダム |          |
| 1940     | エールステ・クラッセ | SCハールレム                         | ハールレム     | [ 注 1 ] |
| 1941     | エールステ・クラッセ | SCハールレム                         | ハールレム     | [ 注 1 ] |
| 1942     | エールステ・クラッセ | アヤックス                           | アムステルダム |          |
| 1943     | エールステ・クラッセ | ブラウ・ウィット（Blauw-Wit）        | アムステルダム |          |
| 1944     | エールステ・クラッセ | ブラウ・ウィット（Blauw-Wit）        | アムステルダム |          |
| 1945     | エールステ・クラッセ | ブラウ・ウィット（Blauw-Wit）        | アムステルダム |          |
| 1946     | エールステ・クラッセ | ブラウ・ウィット（Blauw-Wit）        | アムステルダム |          |
| 1947     | エールステ・クラッセ | スホーテン（Schoten）                | ハールレム     |          |
| 1948     | エールステ・クラッセ | アヤックス                           | アムステルダム |          |
| 1949     | エールステ・クラッセ | OVVO                                 | アムステルダム |          |
| 1950     | エールステ・クラッセ | OVVO                                 | アムステルダム |          |
| 1951     | エールステ・クラッセ | OVVO                                 | アムステルダム |          |
| 1952     | エールステ・クラッセ | OVVO                                 | アムステルダム |          |
| 1953     | エールステ・クラッセ | OVVO                                 | アムステルダム |          |
| 1954     | エールステ・クラッセ | EHS                                  | ハールレム     | [ 注 2 ] |
| 1955     | エールステ・クラッセ | OVVO                                 | アムステルダム |          |
| 1956     | エールステ・クラッセ | スホーテン（Schoten）                | ハールレム     |          |
| 1957     | エールステ・クラッセ | スホーテン（Schoten）                | ハールレム     |          |
| 1958     | ホーフトクラッセ     | EDO                                  | ハールレム     | [ 注 2 ] |
| 1959     | ホーフトクラッセ     | EHS                                  | ハールレム     | [ 注 2 ] |
| 1960     | ホーフトクラッセ     | スホーテン（Schoten）                | ハールレム     |          |
| 1961     | ホーフトクラッセ     | スホーテン（Schoten）                | ハールレム     |          |
| 1962     | ホーフトクラッセ     | EHS                                  | ハールレム     | [ 注 2 ] |
| 1963     | ホーフトクラッセ     | スパルタ                             | ロッテルダム   |          |
| 1964     | ホーフトクラッセ     | スパルタ                             | ロッテルダム   |          |
| 1965     | ホーフトクラッセ     | ハールレム・ニコルス                 | ハールレム     |          |
| 1966     | ホーフトクラッセ     | スパルタ                             | ロッテルダム   |          |
| 1967     | ホーフトクラッセ     | スパルタ                             | ロッテルダム   |          |
| 1968     | ホーフトクラッセ     | ハールレム・ニコルス                 | ハールレム     |          |
| 1969     | ホーフトクラッセ     | スパルタ                             | ロッテルダム   |          |
| 1970     | ホーフトクラッセ     | ハールレム・ニコルス                 | ハールレム     |          |
| 1971     | ホーフトクラッセ     | スパルタ                             | ロッテルダム   |          |
| 1972     | ホーフトクラッセ     | スパルタ                             | ロッテルダム   |          |
| 1973     | ホーフトクラッセ     | スパルタ                             | ロッテルダム   |          |
| 1974     | ホーフトクラッセ     | スパルタ                             | ロッテルダム   |          |
| 1975     | ホーフトクラッセ     | ハールレム・ニコルス                 | ハールレム     |          |
| 1976     | ホーフトクラッセ     | テトラミン・ニコルス                 | ハールレム     |          |
| 1977     | ホーフトクラッセ     | テトラミン・ニコルス                 | ハールレム     |          |
| 1978     | ホーフトクラッセ     | ウェラ・キンヘイム                   | ハールレム     |          |
| 1979     | ホーフトクラッセ     | アムステル・テイヘルス               | アムステルダム | [ 注 7 ] |
| 1980     | ホーフトクラッセ     | アムステル・テイヘルス               | アムステルダム | [ 注 7 ] |
| 1981     | ホーフトクラッセ     | コック・ユウェリール・ネプテューヌス | ロッテルダム   |          |
| 1982     | ホーフトクラッセ     | ハールレム・ニコルス                 | ハールレム     |          |
| 1983     | ホーフトクラッセ     | ハールレム・ニコルス                 | ハールレム     |          |
| 1984     | ホーフトクラッセ     | ハールレム・ニコルス                 | ハールレム     |          |
| 1985     | ホーフトクラッセ     | ハールレム・ニコルス                 | ハールレム     |          |
| 1986     | ホーフトクラッセ     | クレオ・テイヘルス                   | アムステルダム | [ 注 7 ] |
| 1987     | ホーフトクラッセ     | デタッチ・パイレーツ                 | アムステルダム | [ 注 8 ] |
| 1988     | ホーフトクラッセ     | オペル・ニコルス                     | ハールレム     |          |
| 1989     | ホーフトクラッセ     | オペル・ニコルス                     | ハールレム     |          |
| 1990     | ホーフトクラッセ     | TASデタッチ・パイレーツ              | アムステルダム |          |
| 1991     | ホーフトクラッセ     | リーバイス・ネプテューヌス           | ロッテルダム   |          |
| 1992     | ホーフトクラッセ     | インストール・ダータADO              | デン・ハーグ   |          |
| 1993     | ホーフトクラッセ     | リーバイス・ネプテューヌス           | ロッテルダム   |          |
| 1994     | ホーフトクラッセ     | ボーム・プラネタ・キンヘイム         | ハールレム     |          |
| 1995     | ホーフトクラッセ     | リーバイス・ネプテューヌス           | ロッテルダム   |          |
| 1996     | ホーフトクラッセ     | ミスターコッカーHCAW                 | ブッスム       |          |
| 1997     | ホーフトクラッセ     | ミノルタ・ピオニールス               | ホーフトドルプ |          |
| 1998     | ホーフトクラッセ     | ミスターコッカーHCAW                 | ブッスム       |          |
| 1999     | ホーフトクラッセ     | DOORネプテューヌス                   | ロッテルダム   |          |
| 2000     | ホーフトクラッセ     | DOORネプテューヌス                   | ロッテルダム   |          |
| 2001     | ホーフトクラッセ     | DOORネプテューヌス                   | ロッテルダム   |          |
| 2002     | ホーフトクラッセ     | DOORネプテューヌス                   | ロッテルダム   |          |
| 2003     | ホーフトクラッセ     | DOORネプテューヌス                   | ロッテルダム   |          |
| 2004     | ホーフトクラッセ     | DOORネプテューヌス                   | ロッテルダム   |          |
| 2005     | ホーフトクラッセ     | DOORネプテューヌス                   | ロッテルダム   |          |
| 2006     | ホーフトクラッセ     | コレンドン・キンヘイム               | ハールレム     |          |
| 2007     | ホーフトクラッセ     | コレンドン・キンヘイム               | ハールレム     |          |
| 2008     | ホーフトクラッセ     | L&Dアムステルダム・パイレーツ        | アムステルダム |          |
| 2009     | ホーフトクラッセ     | DOORネプテューヌス                   | ロッテルダム   |          |
| 2010     | ホーフトクラッセ     | DOORネプテューヌス                   | ロッテルダム   |          |
| 2011     | ホーフトクラッセ     | L&Dアムステルダム・パイレーツ        | アムステルダム |          |
| 2012     | ホーフトクラッセ     | コレンドン・キンヘイム               | ハールレム     |          |
| 2013     | ホーフトクラッセ     | DOORネプテューヌス                   | ロッテルダム   |          |
| 2014     | ホーフトクラッセ     | DOORネプテューヌス                   | ロッテルダム   |          |
| 2015     | ホーフトクラッセ     | キュラソー・ネプテューヌス           | ロッテルダム   |          |
| 2016     | ホーフトクラッセ     | キュラソー・ネプテューヌス           | ロッテルダム   |          |
| 2017     | ホーフトクラッセ     | キュラソー・ネプテューヌス           | ロッテルダム   |          |
| 2018     | ホーフトクラッセ     | キュラソー・ネプテューヌス           | ロッテルダム   |          |
| 2019     | ホーフトクラッセ     | L&Dアムステルダム・パイレーツ        | アムステルダム |          |
| 2020     | ホーフトクラッセ     | -                                    | -              | [ 注 9 ] |
| 2021     | ホーフトクラッセ     | L&Dアムステルダム・パイレーツ        | アムステルダム |          |
| 2022     | ホーフトクラッセ     | HCAW                                 | ブッスム       |          |
| 2023     | ホーフトクラッセ     | アムステルダム・パイレーツ           | アムステルダム |          |
| 2024     | ホーフトクラッセ     | キュラソー・ネプテューヌス           | ロッテルダム   |          |

## チーム別優勝回数
2024年シーズン現在
| チーム名                      | 本拠地         | 優勝回数 | 優勝シーズン | 備考     |
| ----------------------------- | -------------- | -------- | --- | -------- |
| キュラソー・ネプテューヌス    | ロッテルダム   | 20       | 1981, 1991, 1993, 1995, 1999, 2000, 2001, 2002, 2003, 2004, 2005, 2009, 2010, 2013, 2014, 2015, 2016, 2017, 2018, 2024 |          |
| ハールレム・ニコルス          | ハールレム     | 12       | 1965, 1968, 1970, 1975, 1976, 1977, 1982, 1983, 1984, 1985, 1988, 1989                                                 |          |
| ブラウ・ウィット（Blauw-Wit） | アムステルダム | 9        | 1923, 1931, 1932, 1937, 1938, 1943, 1944, 1945, 1946                                                                   |          |
| スパルタ                      | ロッテルダム   | 9        | 1963, 1964, 1966, 1967, 1969, 1971, 1972, 1973, 1974                                                                   |          |
| アムステルダム・パイレーツ    | アムステルダム | 7        | 1987, 1990, 2008, 2011, 2019, 2021, 2023                                                                               |          |
| OVVO                          | アムステルダム | 6        | 1949, 1950, 1951, 1952, 1953, 1955                                                                                     |          |
| SCハールレム                  | ハールレム     | 5        | 1929, 1930, 1934, 1940, 1941                                                                                           | [ 注 1 ] |
| スホーテン（Schoten）         | ハールレム     | 5        | 1947, 1956, 1957, 1960, 1961                                                                                           |          |
| DSSキンヘイム                 | ハールレム     | 5        | 1978, 1994, 2006, 2007, 2012                                                                                           |          |
| アヤックス                    | アムステルダム | 4        | 1924, 1928, 1942, 1948                                                                                                 |          |
| クイック                      | アムステルダム | 3        | 1922, 1925, 1935 | [ 8 ]    |
| EHS                           | ハールレム     | 3        | 1954, 1959, 1962 | [ 注 2 ] |
| アムステル・テイヘルス        | アムステルダム | 3        | 1979, 1980, 1986 | [ 注 7 ] |
| HCAW                          | ブッスム       | 3        | 1996, 1998, 2022 |          |
| AGHC                          | アムステルダム | 2        | 1926, 1927 |          |
| VVGA                          | アムステルダム | 1        | 1933 |          |
| HHC                           | ハールレム     | 1        | 1936 | [ 注 1 ] |
| シーガルズ（Seagulls）        | アムステルダム | 1        | 1939 |          |
| EDO                           | ハールレム     | 1        | 1958 | [ 注 2 ] |
| ADO                           | デン・ハーグ   | 1        | 1992 |          |
| ホーフトドルプ・ピオニールス  | ホーフトドルプ | 1        | 1997 |          |

## 過去に所属した選手
- 門奈哲寛 - ADOトルネーズ (2000 - 2003)
- 藤井了 - スパルタ・フェイエノールト (2005 - 2006)
- 根鈴雄次 - DOORネプテューヌス (2006)
- 上園啓史 - デ・フラスコニング・ツインズ (2016)
- 中島彰吾 - デ・フラスコニング・ツインズ (2018)
- 吉村裕基 - デ・フラスコニング・ツインズ (2019)